# Hällegöl (Högsby socken, Småland)
Hällegöl är en sjö i Högsby kommun i Småland och ingår i Alsteråns huvudavrinningsområde.